# 艾林拉帕拉普环礁

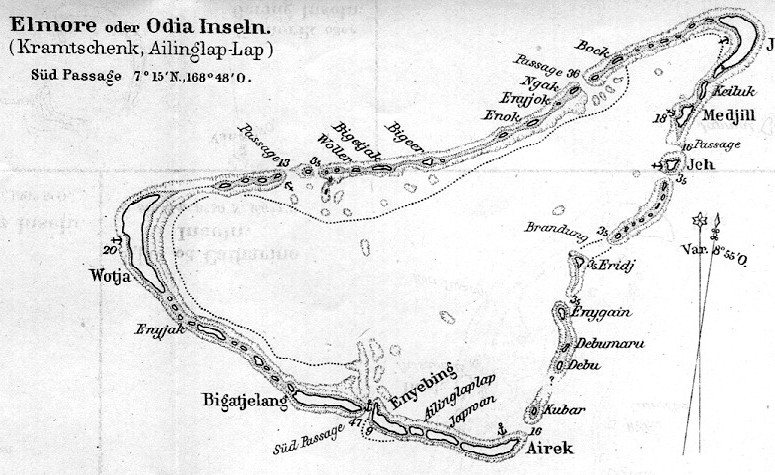
艾林拉帕拉普環礁地圖

艾林拉帕拉普環礁（英語：Ailinglapalap Atoll）是太平洋由56個島嶼組成的環礁，屬於拉利克礁鏈的一部分，是馬紹爾群島位於賈盧伊特環礁西北152公里，總土地面積14.7平方公里，中央的潟湖面積750平方公里，1999年人口1,959，主要集中在四個地區。

## 外部連結
- Marshall Islands site （页面存档备份，存于）
- Entry at Oceandots.com （页面存档备份，存于）